# Bahnhof Takadanobaba
Der Bahnhof Takadanobaba (jap. 高田馬場駅, Takadanobaba-eki) ist ein Bahnhof in der japanischen Hauptstadt Tokio. Er wird gemeinsam von den Bahngesellschaften JR East, Seibu Tetsudō und Tōkyō Metro betrieben und befindet sich im Norden des Bezirks Shinjuku. Takadanobaba ist ein wichtiger Umsteigeknoten zwischen Eisenbahn und U-Bahn.

## Verbindungen
Takadanobaba ist ein Knotenbahnhof, an dem drei Bahnlinien von drei verschiedenen Bahngesellschaften aufeinandertreffen. Die von JR East betriebene Yamanote-Linie verläuft ringförmig rund um die gesamte Tokioter Innenstadt und gehört zu den am intensivsten genutzten Bahnstrecken der Welt. Nahverkehrszüge fahren – in beiden Richtungen – tagsüber alle fünf Minuten, während der Hauptverkehrszeit alle drei bis vier Minuten.
Die Seibu Shinjuku-Linie der Bahngesellschaft Seibu Tetsudō verbindet den Bahnhof Seibu-Shinjuku mit dem Nordwesten der Präfektur Tokio und der Stadt Kawagoe in der Präfektur Saitama. Tagsüber gibt es an Werktagen jede Stunde 11 bis 14 Verbindungen, während der Hauptverkehrszeit stündlich bis zu 23. Nahverkehrszüge mit Halt an allen Bahnhöfen fahren zunächst nach Kodaira und von dort in Richtung Hon-Kawagoe oder weiter auf der Seibu Haijima-Linie nach Haijima; einzelne wenden auch an Bahnhöfen dazwischen. Hinzu kommen mehrere Arten von Eilzügen, die auch in Takadanobaba halten. Sie heißen Koedo, Junkyū (engl. Semi-Express), Kyūkō (Express) und Kaisoku kyūkō (Rapid Express); die Haijima Liner halten nur stadtauswärts zum Einsteigen.
Durch den nördlichen Teil des Stadtzentrums führt die Tōzai-Linie der U-Bahn-Gesellschaft Tōkyō Metro, wobei an beiden Enden Durchbindungen zur Chūō-Sōbu-Linie bestehen: in Nakano im Westen nach Mitaka und in Nishi-Funabashi im Osten nach Tsudanuma; zusätzlich besteht in Nishi-Funabashi eine Durchbindung zur Tōyō-Schnellbahnlinie nach Tōyō-Katsutadai. Werktags verkehren tagsüber zwölf Züge je Stunde, während der Hauptverkehrszeit bis zu 23 Züge. Vom nordöstlichen Bahnhofsvorplatz aus verkehren drei Buslinien der Gesellschaft Toei Bus, zwei weitere Linien halten an der Hauptstraße Waseda-dōri.

## Anlage
Der Bahnhof steht im Zentrum des namensgebenden Stadtteils Takadanobaba, der zum Bezirk Shibuya gehört. Die Gegend ist ein typisches Studentenviertel mit zahlreichen Restaurants und Bücherläden. In der Nähe befinden sich der Hauptcampus der Waseda-Universität, die Gakushūin-Universität, die Gakushūin Joshi Daigaku, zahlreiche weitere Bildungsinstitutionen sowie die Bezirksverwaltung von Shinjuku. Der Fluss Kanda fließt etwa hundert Meter nördlich des Bahnhofs in West-Ost-Richtung.
Die von Norden nach Süden ausgerichtete Anlage besteht aus zwei nebeneinander liegenden Teilen. Sie teilen sich denselben Viadukt, sind betrieblich aber vollständig voneinander getrennt und räumlich etwas voneinander versetzt. Der zu JR East gehörende Teil auf der Westseite umfasst vier Gleise. Das westliche Gleispaar liegt an einem vollständig überdachten Mittelbahnsteig und dient den Zügen der Yamanote-Linie. Auf dem östlichen Gleispaar (der früheren Yamanote-Güterlinie) verkehren die Züge der Saikyō-Linie und der Shōnan-Shinjuku-Linie; da kein eigener Bahnsteig vorhanden ist, können sie hier nicht halten. Es gibt zwei separate Zugangsbereiche, Waseda im Norden und Toyamaguchi im Süden. 
Der auf der Ostseite gelegene Bahnhofteil der Seibu Tetsudō umfasst drei Gleise an einem Mittelbahnsteig und einem Seitenbahnsteig ganz im Osten. Beide sind ebenfalls auf ihrer gesamten Länge überdacht und dienen den Zügen der Seibu Shinjuku-Linie, wobei Gleis 4 nur unter der Woche während der Hauptverkehrszeit als zusätzlicher Ausstieg genutzt wird. Auch hier gibt es Zugangsbereiche im Norden und Süden. Eine gedeckte Überführung verbindet den JR-East-Mittelbahnsteig mit jenem von Seibu Tetsudō. Die beiden Gleise des U-Bahnhofs der Tōzai-Linie verlaufen im nördlichen Bereich der Anlage unter der Waseda-dōri in Ost-West-Richtung. Unter einer Verteilerebene liegen zwei Seitenbahnsteige.
Im Fiskaljahr 2019 nutzten durchschnittlich 457.797 Fahrgäste täglich den Bahnhof. Davon entfielen 208.024 auf JR East, 145.710 auf Seibu Tetsudō und 104.063 auf Tōkyō Metro. Damit gehört Takadanobaba zu den meistfrequentierten Bahnhöfen der Stadt.

## Bilder

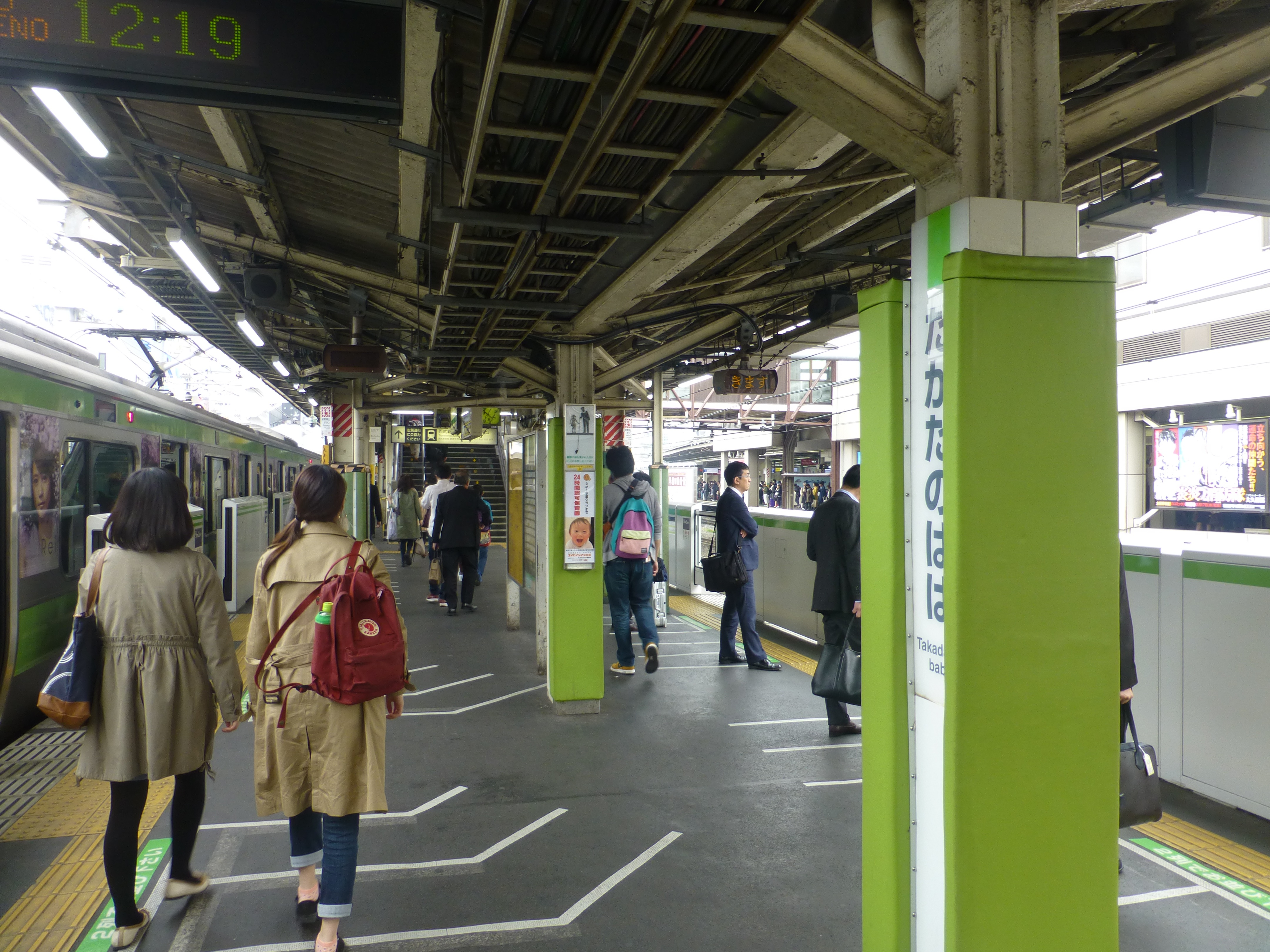
Bahnsteig der Yamanote-Linie
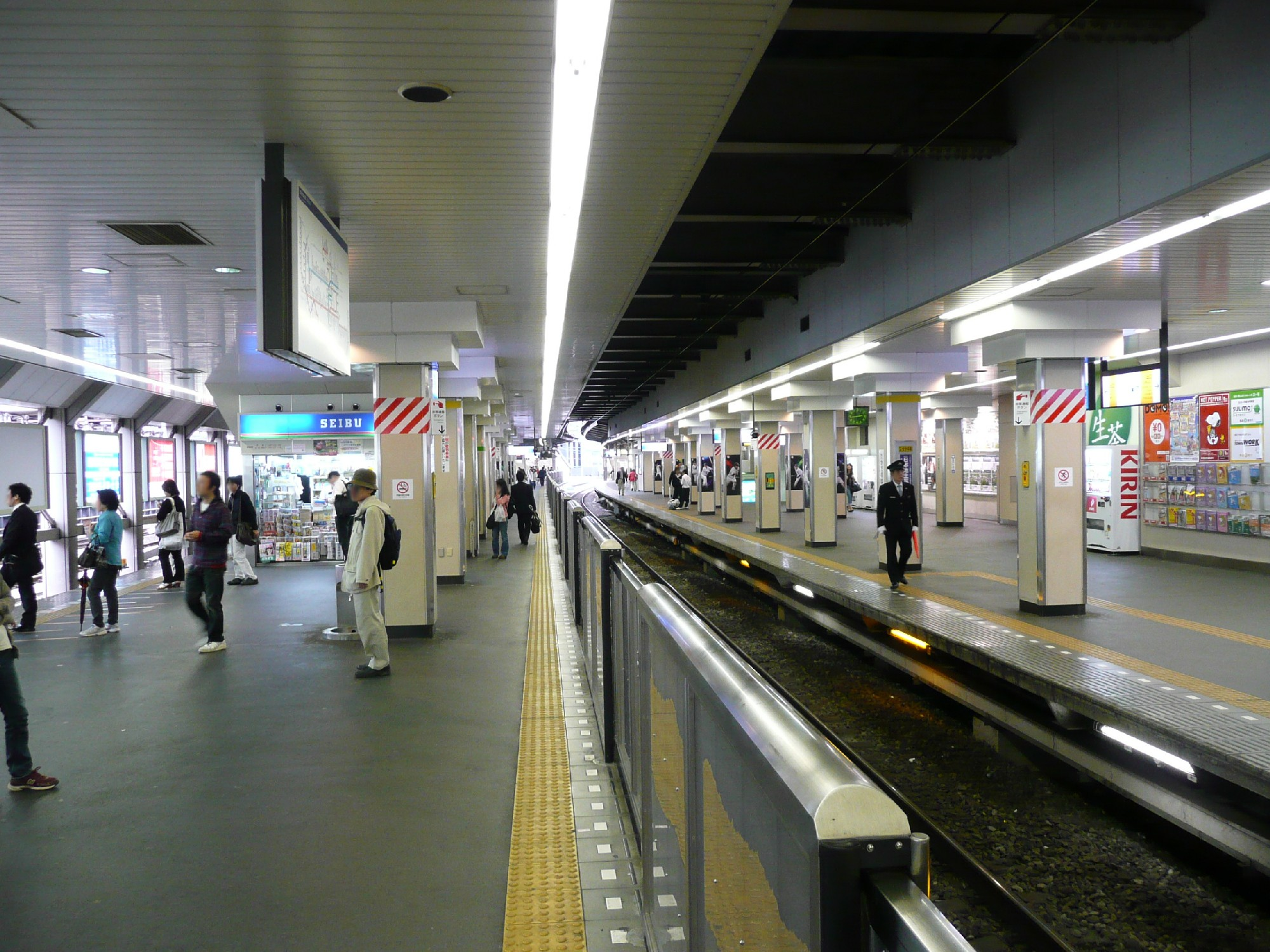
Seibu-Bahnsteige
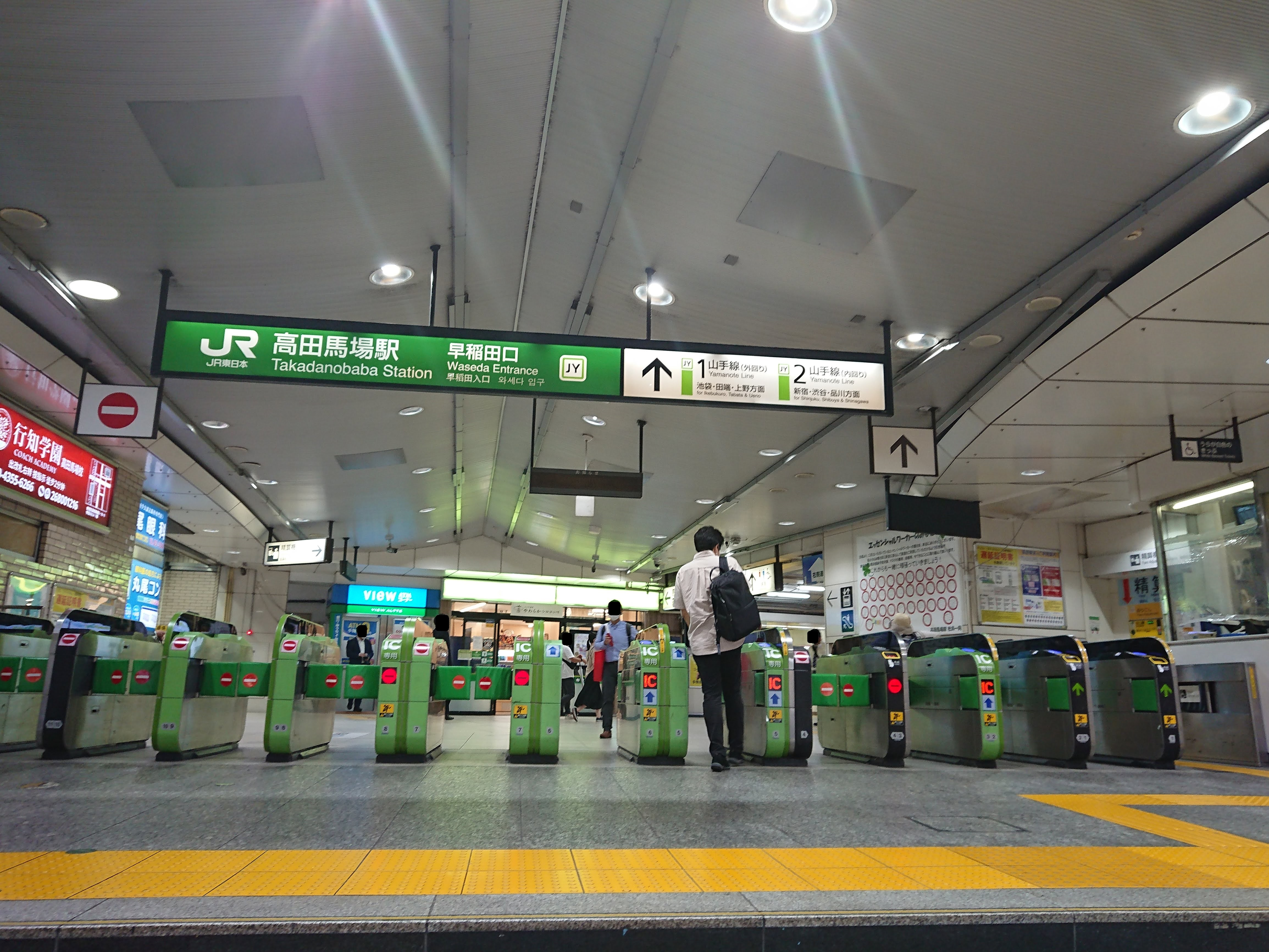
Bahnsteigsperren
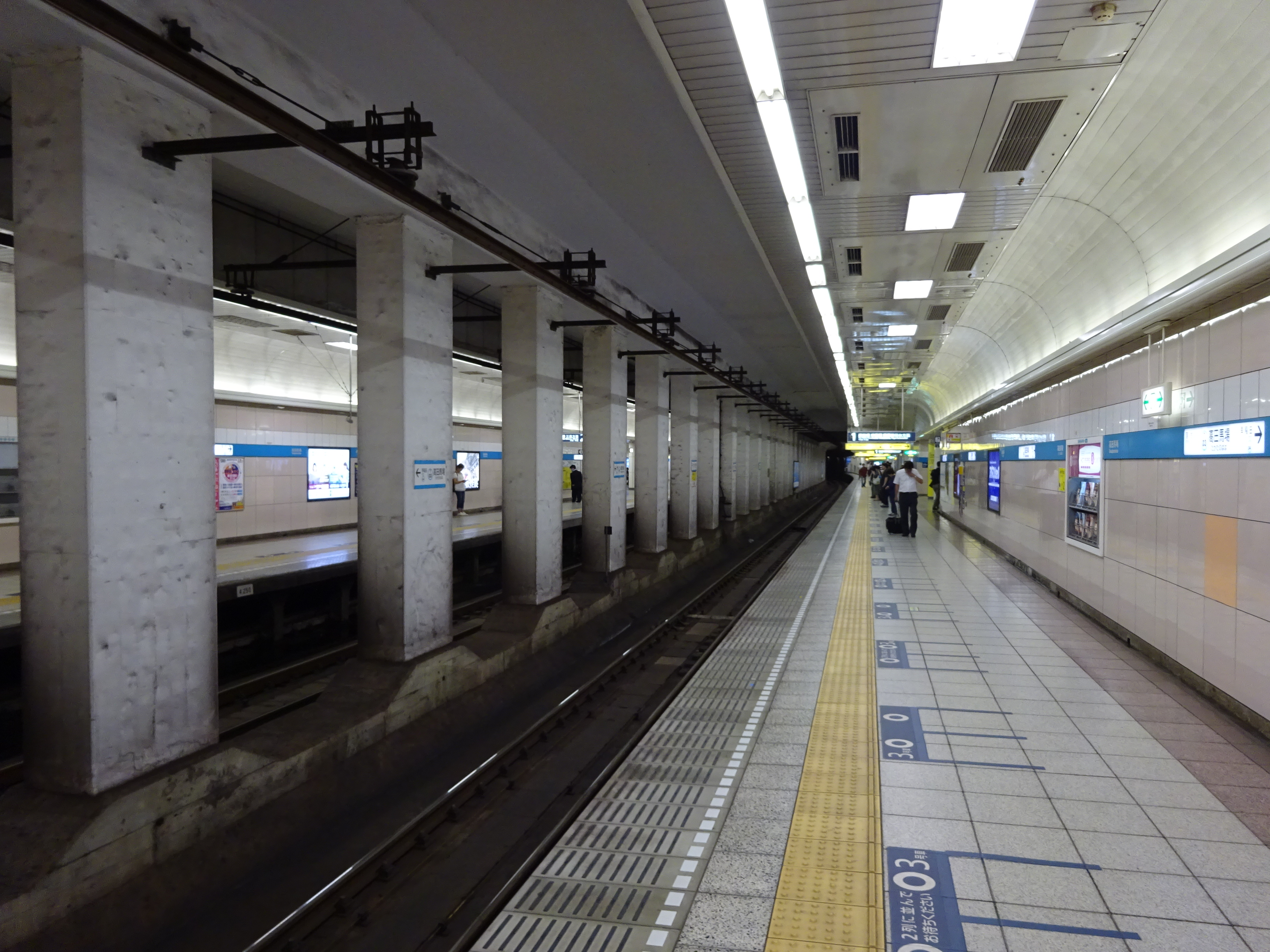
U-Bahnhof

## Gleise
JR East:
| 1 | ▉ Yamanote-Linie | Ikebukuro • Ueno • Tokio       |
| 2 | ▉ Yamanote-Linie | Shinjuku • Shibuya • Shinagawa |

Seibu Tetsudō:
| 3 | ▉ Seibu Shinjuku-Linie | Kodaira • Tokorozawa • Hon-Kawagoe                                                  |
| 4 | ▉ Seibu Shinjuku-Linie | nur unter der Woche während der Hauptverkehrszeit als zusätzlicher Ausstieg genutzt |
| 5 | ▉ Seibu Shinjuku-Linie | Shinjuku                                                                            |

Tōkyō Metro:
| 1 | Tōzai-Linie | Iidabashi • Ōtemachi • Nishi-Funabashi |
| 2 | Tōzai-Linie | Ochiai • Nakano                        |

Seit dem 1. April 2003 wird an den Bahnsteigen der Yamanote-Linie die Titelmelodie der ab 1963 im japanischen Fernsehen ausgestrahlten Anime-Serie Astro Boy als Abfahrtsmelodie für die Züge der Yamanote-Linie gespielt. Die Handlung, die auf der gleichnamigen Manga-Vorlage von Osamu Tezuka basiert, spielt sich hauptsächlich in Takadanobaba ab und beginnt im Jahr 2003.

## Linien
| Verlauf der Yamanote-Linie |
| --- |
| Shinagawa • Ōsaki • Gotanda • Meguro • Ebisu • Shibuya • Harajuku • Yoyogi • Shinjuku • Shin-Ōkubo • Takadanobaba • Mejiro • Ikebukuro • Ōtsuka • Sugamo • Komagome • Tabata • Nishi-Nippori • Nippori • Uguisudani • Ueno • Okachimachi • Akihabara • Kanda • Tokyo • Yūrakuchō • Shimbashi • Hamamatsuchō • Tamachi • Takanawa Gateway • Shinagawa |

## Geschichte

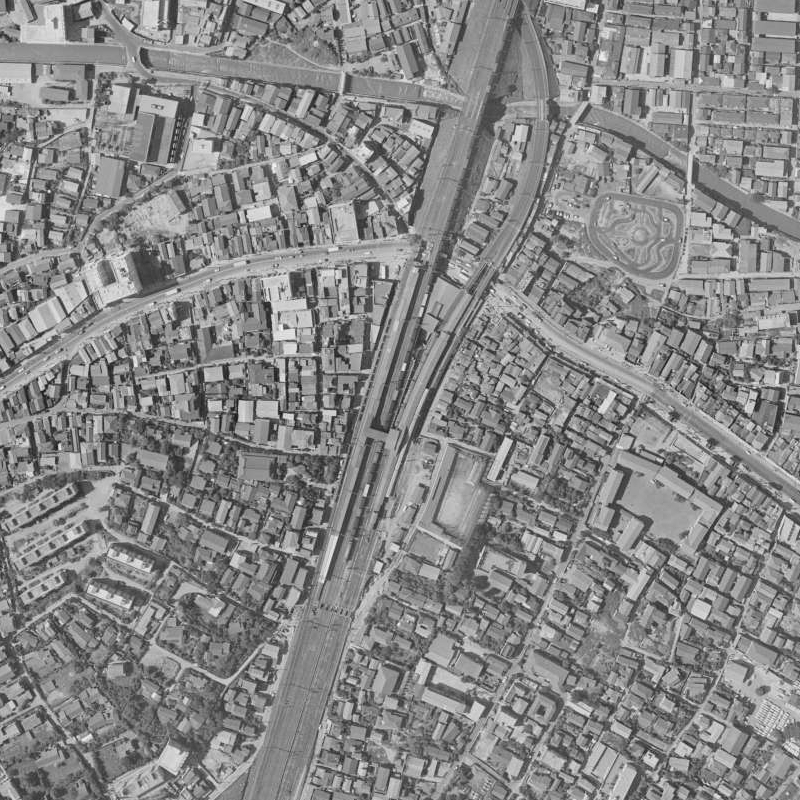
Luftansicht von 1963

1885 eröffnete die Bahngesellschaft Nippon Tetsudō den Vorläufer der heutigen Yamanote-Linie, doch aufgrund der spärlichen Bebauung der Umgebung fuhren die Züge hier zunächst zweieinhalb Jahrzehnte lang ohne Halt durch. Am 15. September 1910 nahm das Eisenbahnamt (das spätere Eisenbahnministerium) den Bahnhof Takadanobaba in Betrieb. Die Seibu Tetsudō, die seit längerem eine Verbindung ins Stadtzentrum angestrebt hatte, eröffnete am 16. April 1927 einen 24 km langen Abschnitt der Murayama-Linie zwischen Higashi-Murayama und einem provisorischen Bahnhof in Takadanobaba, der mehrere hundert Meter vom Bahnhof der Staatsbahn entfernt lag. Ein Jahr später, am 15. April 1928, folgte die Eröffnung des definitiven Seibu-Bahnhofs am heutigen Standort, sodass nun direkt umgestiegen werden konnte. Am 13. April 1945 brannte das Bahnhofsgebäude nach einem Luftangriff der United States Army Air Forces vollständig nieder und musste nach dem Ende des Pazifikkriegs wiederaufgebaut werden.
Die Seibu Tetsudō benannte die Murayama-Linie am 25. März 1952 in Seibu Shinjuku-Linie um und verlängerte sie am selben Tag zur neuen Endstation Seibu-Shinjuku. 1963 erweiterte die Bahngesellschaft ihre Anlage in Takadanobaba um einen zusätzlichen Hochbahnsteig. Grund dafür war die bevorstehende Anbindung des Bahnhofs an die U-Bahn. Am 23. Dezember 1964 eröffnete die Eidan (heute Tōkyō Metro) den ersten Abschnitt der Tōzai-Linie von Takadanobaba nach Kudanshita. Etwas mehr als ein Jahr lang befand sich hier die westliche Endstation, bis zur Eröffnung des anschließenden Abschnitts nach Nakano am 16. März 1966. Im Rahmen der Privatisierung der Japanischen Staatsbahn ging der Bahnhofteil der Yamanote-Linie am 1. April 1987 in den Besitz der neuen Gesellschaft JR East über.
Da der U-Bahnhof der Tōzai-Linie sich mit der Zeit als zu klein erwies, um die stetig steigenden Fahrgastzahlen bewältigen zu können, wurde er ab März 1987 erweitert. Die Bauarbeiten kosteten über 5,4 Milliarden Yen und umfassten die Vergrößerung der Verteilerebene sowie die Verbreiterung der Bahnsteige. Abgeschlossen waren sie im Juni 1994. Von 1998 bis 2001 folgte die Renovierung des Bahnhofsgebäudes der Seibu Tetsudō. Seit April 2008 schmückt ein Wandbild mit Manga-Charakteren von Osamu Tezuka den Waseda-Ausgang. Im September 2020 stattete die Seibu Tetsudō ihre Bahnsteige mit Bahnsteigtüren aus.